# 阿姆库拉
阿姆库拉（Amkula），是印度西孟加拉邦Barddhaman县的一个城镇。总人口5936（2001年）。

## 人口
该地2001年总人口5936人，其中男性3487人，女性2449人；0—6岁人口635人，其中男338人，女297人；识字率58.39%，其中男性为66.88%，女性为46.30%。